# Stazione di Castelvetro
Stazione di Castelvetro vasútállomás Olaszországban, Castelvetro Piacentino településen.

## Vasútvonalak
Az állomást az alábbi vasútvonalak érintik:
- Cremona–Fidenza-vasútvonal
- Piacenza–Cremona-vasútvonal

## Kapcsolódó állomások
A vasútállomáshoz az alábbi állomások vannak a legközelebb:
- Stazione di San Giuliano Piacentino
- Stazione di Cremona
- Stazione di Monticelli d'Ongina